# V Giochi paralimpici estivi
I V Giochi paralimpici estivi furono la quinta edizione dei Giochi paralimpici. Si tennero dal 3 all'11 agosto a Toronto, nella provincia dell'Ontario, Canada. Erano anche note originariamente con il nome di Torontolympiad.
Era la prima volta che il Canada ospitò le Paralimpiadi, in seguito il Canada avrebbe ospitato le Paralimpiadi invernali 2010 a Vancouver. Nello stesso anno Montréal ospitò le Olimpiadi estive 1976.
Ai Giochi paralimpici 1976 presero parte 32 nazioni e 1657 atleti. Gli Stati Uniti furono la nazione che conquistò più medaglie d'oro; al secondo e al terzo posto nel medagliere troviamo rispettivamente Paesi Bassi e Israele.

## I Giochi

### Discipline
I giochi di Toronto vennero aperti per la prima volta alla partecipazione degli amputati e delle persone affette da cecità, quando precedentemente erano stati ammessi solo atleti in carrozzina.
Nel programma ufficiale vennero inserite gare riguardanti 11 discipline ufficiali: atletica leggera, biliardo, bocce, nuoto, pallacanestro in carrozzina, pallavolo, scherma in carrozzina, sollevamento pesi, tennistavolo, tiro con l'arco, tiro del dardo. Ad esse si aggiunsero anche il goalball e il tiro a segno, entrambi come eventi dimostrativi.

## Medagliere
Di seguito il medagliere completo.
  Nazione ospitante
| Pos. | Paese          | Oro | Argento | Bronzo | Totale |
| ---- | -------------- | --- | ------- | ------ | ------ |
| 1    | Stati Uniti    | 66  | 44      | 45     | 155    |
| 2    | Paesi Bassi    | 45  | 25      | 14     | 84     |
| 3    | Israele        | 40  | 13      | 16     | 69     |
| 4    | Germania Ovest | 37  | 34      | 26     | 97     |
| 5    | Gran Bretagna  | 29  | 29      | 36     | 94     |
| 6    | Canada         | 25  | 27      | 26     | 78     |
| 7    | Polonia        | 24  | 17      | 12     | 53     |
| 8    | Francia        | 23  | 21      | 14     | 58     |
| 9    | Svezia         | 22  | 27      | 24     | 73     |
| 10   | Austria        | 17  | 16      | 17     | 50     |
| 11   | Australia      | 16  | 18      | 8      | 42     |
| 12   | Messico        | 16  | 14      | 9      | 39     |
| 13   | Finlandia      | 12  | 20      | 18     | 50     |
| 14   | Svizzera       | 10  | 12      | 10     | 32     |
| 15   | Giappone       | 10  | 6       | 3      | 19     |
| 16   | Norvegia       | 9   | 6       | 4      | 19     |
| 17   | Belgio         | 7   | 7       | 8      | 22     |
| 18   | Nuova Zelanda  | 7   | 1       | 5      | 13     |
| 19   | Sudafrica      | 6   | 9       | 11     | 26     |
| 20   | Egitto         | 5   | 2       | 1      | 8      |
| 21   | Irlanda        | 4   | 10      | 6      | 20     |
| 22   | Spagna         | 4   | 6       | 2      | 12     |
| 23   | Argentina      | 3   | 4       | 7      | 14     |
| 24   | Danimarca      | 3   | 0       | 3      | 6      |
| 25   | Italia         | 2   | 5       | 11     | 18     |
| 26   | Indonesia      | 2   | 1       | 4      | 7      |
| 27   | Corea del Sud  | 1   | 2       | 1      | 4      |
| 28   | Birmania       | 1   | 1       | 1      | 3      |
| 29   | Perù           | 1   | 0       | 2      | 3      |
| 30   | Hong Kong      | 0   | 1       | 2      | 3      |
| 31   | Brasile        | 0   | 1       | 0      | 1      |
| 32   | Guatemala      | 0   | 0       | 1      | 1      |